# Gustaf Eneström
Gustaf Hjalmar Eneström (5 septembre 1852 - 10 juin 1923) est un mathématicien, statisticien et historien des mathématiques suédois connu pour avoir introduit l'indice Eneström, qui est utilisé pour identifier les écrits d'Euler. La plupart des spécialistes de l'histoire se réfèrent aux travaux d'Euler par leur index Eneström .

## Biographie
Eneström obtient un baccalauréat ès sciences (filosofie kandidat) de l'université d'Uppsala en 1871, puis obtient un poste à la bibliothèque universitaire d'Uppsala en 1875 et à la Bibliothèque nationale de Suède en 1879.
De 1884 à 1914, il est le rédacteur en chef de la revue mathématico-historique Bibliotheca Mathematica, qu'il  fonde et finance partiellement par ses propres moyens. Concernant l'histoire des mathématiques, il est connu comme critique de Moritz Cantor.
Avec Sōichi Kakeya, il est connu pour le théorème d'Eneström-Kakeya  qui détermine un anneau contenant les racines d'un polynôme réel.
En 1923, George Sarton écrit: "Personne n'a fait plus pour le bon développement de nos études". Sarton poursuit : "la présence même d'Eneström obligeait tout érudit se consacrant à l'histoire des mathématiques à accroître sa circonspection et à perfectionner son travail" .